# Penny Slinger
Penny Slinger (Londres, 1954) és una artista anglesa.
L'obra de Penny Slinger advoca per la igualtat de drets entre la sexualitat femenina i la masculina, moltes vegades amb ironia i humor. Slinger està fins i tot disposada a fer ús, en el seu art, del seu atractiu eròtic i, en aquest sentit, ens explica el següent: «Un tema important de l'època era la consideració de la sexualitat femenina. El cert és que pràcticament ningú entenia que les dones poguessin gaudir del sexe. Era una mica com aquella dita que animava les dones a acceptar el sexe no desitjat en pro de la natalitat del país: “tanca els ulls i pensa en Anglaterra”. La gent pensava que les dones havien d'estar subordinades als homes».
En els collages fotogràfics de 1973, Slinger es presenta com una núvia afegida a un pastís nupcial; amb això, pretén equiparar l'acció de tallar el pastís amb el desflorament de la nit de noces. En una altra imatge d'aquesta mateixa sèrie, ICU, Eye Sea You, I See You (un joc amb la coincidència sonora de lletres i paraules, literalment: ICU, Ull Mar Tu, Jo Veig Tu) Slinger es col·loca un enorme ull davant del pubis, mentre es cobreix la cara amb les mans. I en aquest procés, la vagina/ull es converteix en una força activa que respon a la mirada de l'observador i la controla.
La seva tècnica principal és el collage amb l'alternació d'imatges en color i en blanc i negre. Slinger, mitjançant aquesta tècnica, combina la representació d'objectes o persones amb aspectes abstractes, on potencia el missatge reivindicatiu i d'empoderament de la dona. També domina molt la fotografia i ha realitzat diverses obres. Manifesta temes i realitats que fins al moment havien estat tabú.

## Col·leccions
Ha realitzat moltes col·leccions de fotografies i collage, entre elles destaquen les següents:
- Penny Slinger. Out of the Shadows: increïble història inèdita de l'artista britànica pionera Penny Slinger, que va arribar a la majoria d'edat a la contracultura londinenca dels anys 60 amb una visió radical de la sexualitat femenina. Tan poderós va ser aquest conjunt de treballs que 45 anys després encara es pot notar la seva influència.
- An Exorcism: Aquesta sèrie de collages va evolucionar durant un període de més de set anys. Utilitzant-se com a subjecte fotogràfic, va actuar les parts del drama. També va organitzar sessions fotogràfiques amb la seva parella i la seva amiga / co-estrella Suzanka Fraey.
El 1977 es va publicar ‘Un exorcisme’ com a llibre d'edició limitada amb una subvenció de l'elefant Trust de Roland Penrose, que compta amb noranta-nou dels collages. Vaig continuar creant un altre llibre, que contenia més collages amb text adjunt. També vaig escriure un tractament cinematogràfic per a ‘Un exorcisme’.
- 50 % – The Visible Woman: Emprar les seves eines i mètodes per crear un llenguatge perquè la psique femenina s'expressés. El tipus de llenguatge que es va endinsar en el subconscient per obtenir imatges i les va combinar sense voler en situacions i relacions alhora confrontatives i expressives. Amb la seva pròpia imatge, les seves fotos i les ‘imatges trobades', va fer el seu primer llibre de collage fotogràfic inspirat en els collages de gravats dels llibres de Max Ernst.
- Bride’s Cake Series: Treball sobre el conjunt de treballs sobre alimentació i erotisme que es van mostrar a la meva exposició inaugural de 1973 a la galeria Angela Flowers, va voler crear-se com a pastís de núvia / núvia com a peça d'art presentada com a sèrie fotogràfica. Va dissenyar i fer una construcció / vestuari que es pogués dur / asseure. Tenia una llesca extraïble per poder imitar el tall cerimonial del pastís. Era una paròdia d'un ritual de noces i una recreació des del punt de vista de la dona.
A partir de la sèrie va crear un llibre de la núvia com a facsímil de l'àlbum de noces tradicional, però molt més radical i escandalós en el seu ús d'imatges. Va agafar diversos elements, tant a dins com a les fotografies i a la pàgina de l'àlbum que l'envoltava. Va imprimir diverses fotografies de diferents mides i va fer collages amb imatges seleccionades sobre diversos temes relacionats.
- Mouthpieces: Per a la seva exposició inaugural del 1973, va crear una sèrie de boquilles en 2 dimensions i 3 dimensions.
Les sèries de dues dimensions presentaven fotografies de la seva pròpia boca amb diferents elements collage. Volia explorar la idea de l'embocadura femenina, el fet que el femení no ha tingut veu i ara vol obrir-se molt. Vol ser escoltada, però no només les seves paraules, els seus sentiments, les seves sensacions, volen trobar una veu.
Per tant, va utilitzar les eines del surrealisme, combinant objectes coneguts de maneres desconegudes, per crear un "xoc de reconeixement". Volia que fossin molt viscerals per provocar una reacció, trontollant a la frontera entre bellesa i inquietud. Sovint utilitzant frases conegudes per als títols, buscava una "doble presa" del meu espectador.
- Queen of Keys: Fa molts anys que col·labora amb la talentosa Marya Stark. Van fer una sèrie de fotos junts al meu estudi, només per fer-ho, sense cap objectiu concret. Va processar les fotos a Adobe Lightroom. Un conjunt d'imatges relacionades va evolucionar i es va convertir en la sèrie Queen of Keys. Després va fer el vídeo Queen of Keys de la cançó, simplement utilitzant el conjunt d'imatges i res més. Així doncs, aquesta producció és un exemple de col·laboració dinàmica entre dones artistes. La creativitat de cadascun impulsa la següent ronda de creació.

## Exposicions destacades
- 1971 solo exhibition at the Angela Flowers Gallery, London, UK

- 1973 exhibition Opening, Angela Flowers Gallery, London, UK
- 1977 Inner Vision, Patrick Seale Gallery, London, UK
- 1977 Secrets, Mirandy Gallery, London, UK
- 1982 Visions of Ecstasy, Visionary Gallery, New York, NY, USA
- 1992 Amerindians- Studies of a Lost People, Cotton Gin Art Gallery, Anguilla
- 1993 Arawak Renaissance – The Tribute Continues, New World Gallery, Anguilla.
- 2011 A Photo Romance, Riflemaker Gallery, London, UK
- 2012 Hear What I Say, Riflemaker Gallery, London, UK
- 2012 Exorcism Revisited, Broadway 1602 Gallery, New York, NY, USA
- 2014 Penny Slinger, Blum and Poe Gallery, Los Angeles, CA, USA
- 2015 Penny Slinger, Blum and Poe Gallery, Tokyo, Japan
- 2015 Self Impressions, Riflemaker, London, UK
- 2017 Sex Work, (solo booth, @ Frieze Art Show), Blum & Poe Gallery, London, UK
- 2018 Inside Out Fortnight Institute, New York, NY, USA
- 2019 Penny Slinger: Tantric Transformations, Richard Saltoun Gallery, London, UK